# Grängesbergs kyrka
Grängesbergs kyrka är en före detta kyrkobyggnad i Grängesberg. Kyrkan avsakraliserades söndagen den 18 maj 2025. Den var tidigare församlingskyrka i Gränge-Säfsnäs församling i Västerås stift. Byggnaden skall säljas.

## Kyrkobyggnaden
Kyrkobyggnaden är en tegelbyggnad från 1974 med tillhörande församlingslokaler i Grängesberg. Den ersatte en träkyrka från 1892, vilken hamnat inom rasområdet för Grängesbergs gruvor. Denna gamla kyrka övertogs av frikyrkliga intressenter och flyttades 1976 och återuppbyggdes i Orsa.
Orgeln byggdes 1975 av Walter Thür Orgelbyggen AB, Torshälla.
| Man I. Huvudverk C-g3 | Man II. Svällverk C-g3 | Pedal C-f1 | Koppel |
| --------------------- | ---------------------- | ---------- | ------ |
| Rörflöjt 8'           | Gedackt 8'             | Subbas 16' | II/I   |
| Principal 4'          | Fugara 8'              |            | II/P   |
| Spetsflöjt 4'         | Koppelflöjt 4'         |            | I/P    |
| Blockflöjt 2'         | Principal 2'           |            |        |
| Mixtur III            | Ters 1 3/5'            |            |        |
| Rörskalmeja 8'        | Larigot 1 1/3'         |            |        |
| Tremulant             |                        |            |        |

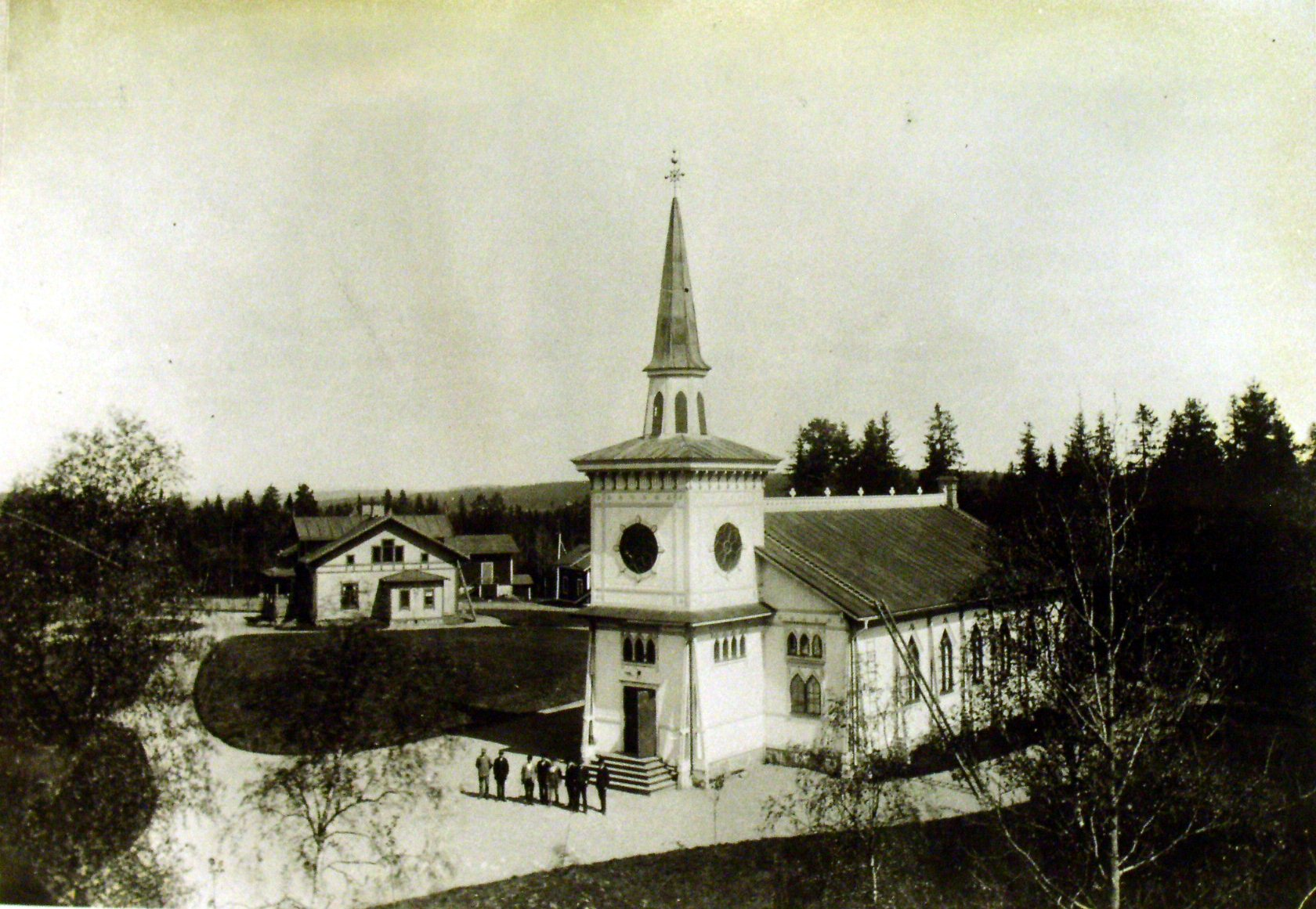
Grängesbergs gamla kyrka från 1892. Bilden tagen omkring 1900. Senare var kyrkan rödfärgad.
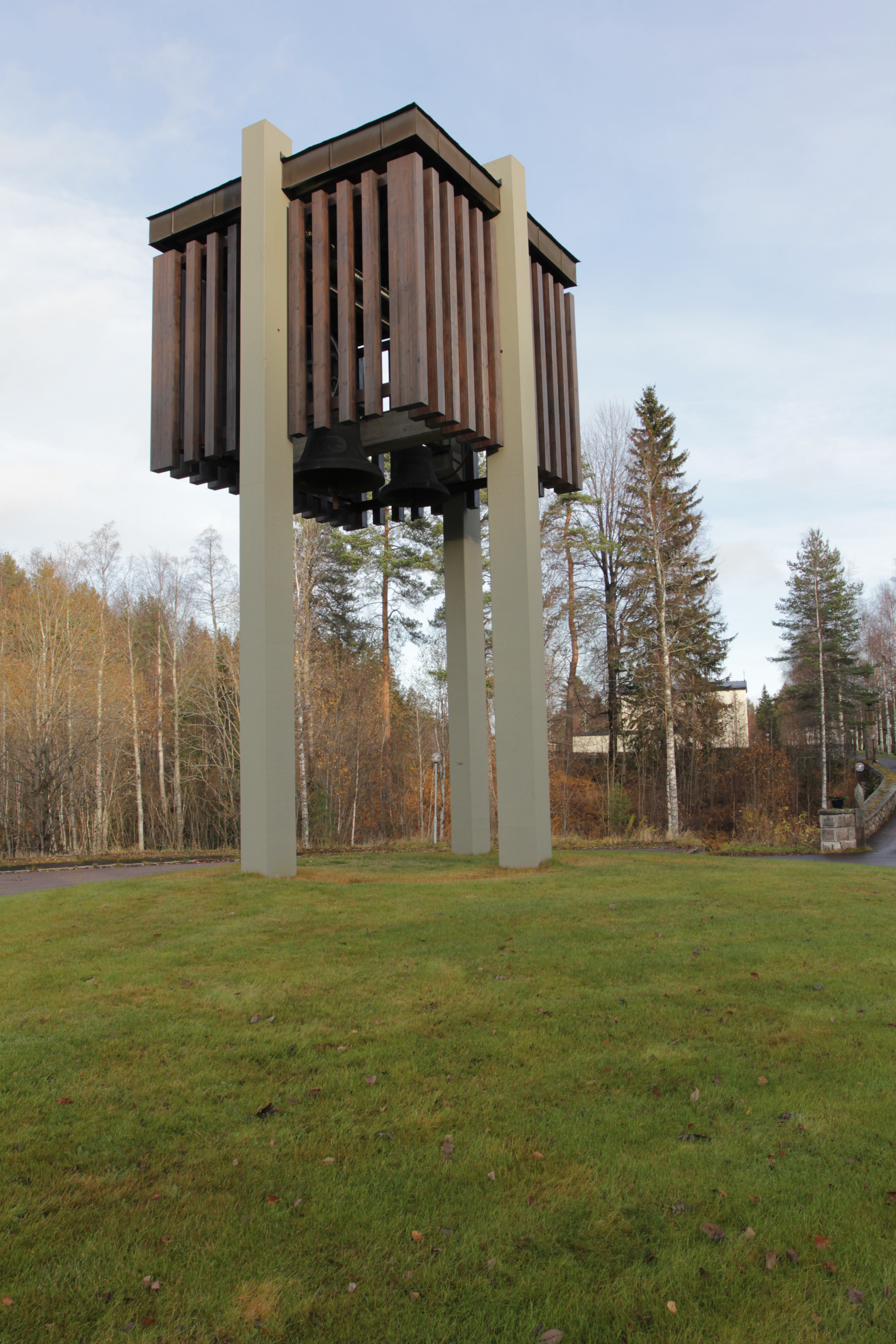
Klockstapeln, som står alldeles bredvid riksväg 50 nära kyrkan
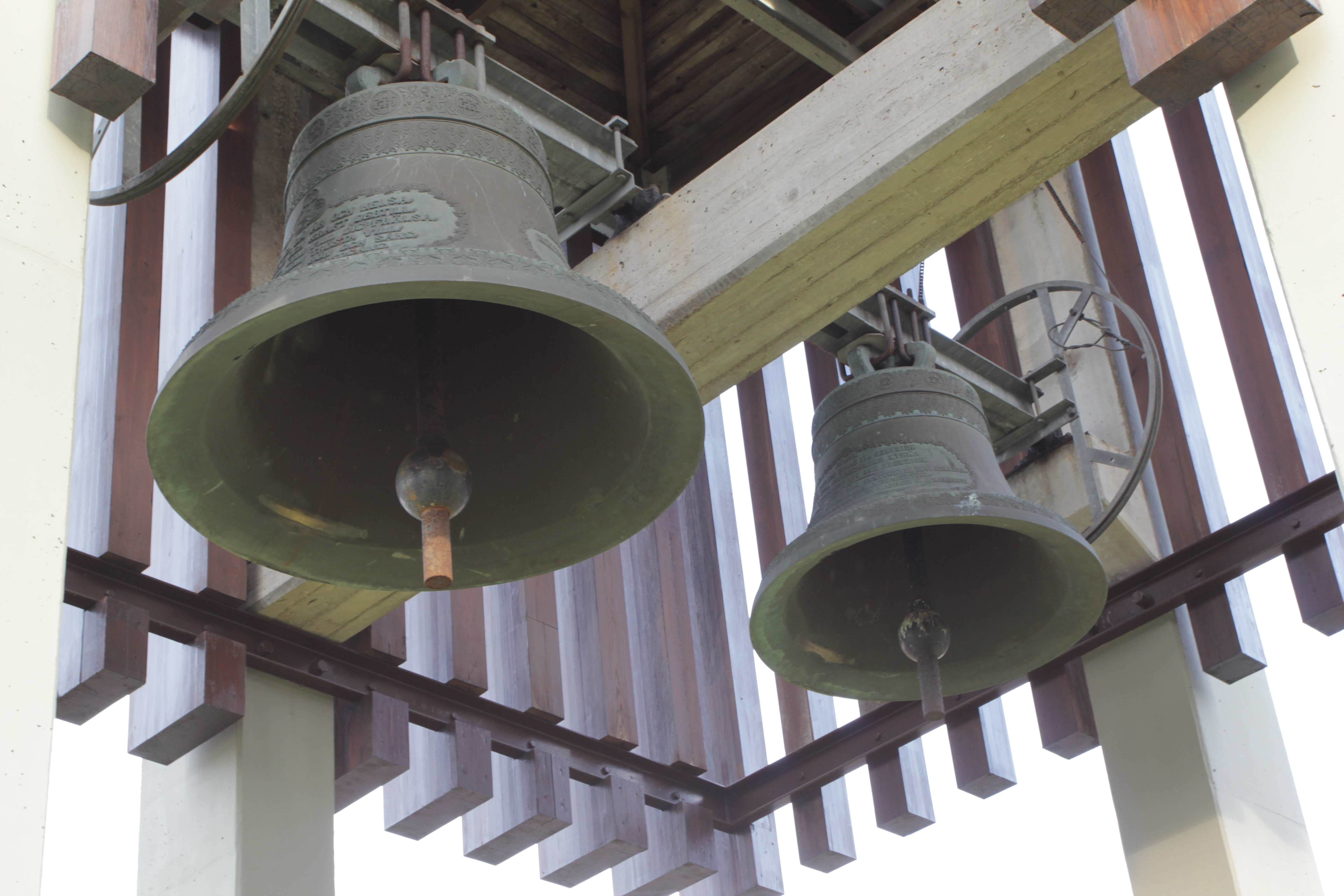
Klockorna i klockstapeln